# Гляйсенберг
Гляйсенберг (нім. Gleißenberg) — громада в Німеччині, розташована в землі Баварія. Підпорядковується адміністративному округу Верхній Пфальц. Входить до складу району Кам. Складова частина об'єднання громад Вайдінг.
Площа — 15,39 км2. Населення становить 887 ос. (станом на 31 грудня 2020).